# Fałsz intelektualny
Fałsz intelektualny – przestępstwo polegające na poświadczeniu nieprawdy w autentycznym dokumencie przez funkcjonariusza publicznego lub inną osobę uprawnioną do jego wystawienia. W przeciwieństwie do przestępstwa fałszu materialnego nie chodzi tu o każdy dokument, ale tylko o taki, którego sporządzenie możliwe jest wyłącznie przez osobę o odpowiednich kwalifikacjach, przez co jest to przestępstwo indywidualne właściwe.
Poświadczenie nieprawdy może polegać na zatajeniu bądź przeinaczeniu faktów albo na potwierdzeniu nieistniejących okoliczności.
Owym szczególnym dokumentem może być np. faktura wystawiona przez podatnika VAT i stwierdzająca zaniżoną kwotę podatku, ale już nie pisemna umowa cywilnoprawna, w której dokonano fikcyjnego zaniżenia ceny.
Sprawca odpowiada w ramach typu kwalifikowanego, jeśli dopuszcza się przestępstwa w celu osiągnięcia korzyści majątkowej lub osobistej.
Osobne przestępstwa to:
- wyłudzenie poświadczenia nieprawdy przez podstępne wprowadzenie w błąd funkcjonariusza publicznego lub innej osoby upoważnionej do wystawienia dokumentu (art. 272 KK),
- użycie poświadczenia nieprawdy – posługiwanie się dokumentem poświadczającym nieprawdę (art. 273 KK).